# Route 41 (Oman)
Die Route 41 oder R41 ist eine Fernstraße im Sultanat Oman. Die Fernstraße führt von der Erdölstadt Marmul über die Erdölstadt Schalim bis nach Ras Madrakah am Indischen Ozean an der Route 32.